# Баулина, Оксана Викторовна
Оксана Викторовна Баулина (1 ноября 1979, Красноярский край, СССР — 23 марта 2022, Киев, Украина) — российская журналистка, корреспондент издания The Insider, в прошлом продюсер YouTube-канала Фонда борьбы с коррупцией «Навальный Live». Погибла в результате обстрела Киева во время вторжения России на Украину.

## Биография
Начала свою журналистскую деятельность в российских редакциях журналов InStyle, Time Out и Glamour.
В 2013 году присоединилась к команде Алексея Навального на выборах мэра Москвы — по собственным словам, занималась созданием фото- и видеоагитации, затем координацией работы наблюдателей. В 2016 году вернулась в созданный Навальным Фонд борьбы с коррупцией, исполняя обязанности продюсера YouTube-канала «Навальный Live». Запустила утреннее шоу «Кактус», которое вели Любовь Соболь и Николай Ляскин. 26 марта 2017 года, когда канал «Навальный Live» освещал протестные акции в России, сотрудники полиции и МЧС прервали эфир сначала под предлогом пожарной тревоги в здании, где канал арендовал помещение, затем из-за сообщения о бомбе. Баулина вместе с несколькими другими сотрудниками ФБК была задержана и в дальнейшем арестована судом на 7 суток по ч. 1 ст. 19.3 КоАП РФ (неповиновение законному требованию сотрудника полиции).
В дальнейшем сотрудничала с радио «Свобода» и «Медиазоной», начиная с 2020 года работала в проекте «Вот так» телеканала «БелСат», переехала в Варшаву. С ноября 2021 года журналистка издания The Insider.
В 2022 году Баулина освещала вторжение России на Украину для The Insider. 11 марта она приехала во Львов, где записала интервью с российскими военнопленными и другие материалы, а 19 марта переехала в Киев. 23 марта 2022 года Баулина делала репортаж о последствиях обстрела Подольского района Киева и разрушении торгового центра Retroville в ночь на 21 марта. Она погибла, попав под новый обстрел, произведённый, предположительно, из 120-миллиметрового миномёта со стороны Гостомеля или села Мощун.
Соболезнование в связи со смертью выразил находящийся в заключении Алексей Навальный. Андрей Лошак посвятил Баулиной полученную им премию «Профессия — журналист» за 2022 год в номинации «Документальный фильм». Журналист Алексей Ковалёв описал Оксану Баулину как «невероятно храбрую, но никогда не безрассудную или безответственную, всегда направляющую свою сверхчеловеческую энергию на самые праведные дела».